# NetBEUI
NetBEUI (NetBIOS Extended User Interface) is een uitbreiding van Microsoft op de NetBIOS API.
NetBEUI werd ontwikkeld in samenhang met het NBF ("NetBIOS Frames")-protocol. NetBEUI en NBF zijn niet-routeerbare netwerkcommunicatieprotocollen die voornamelijk werden gebruikt door Microsoft Windows in de jaren '90. Microsoft gebruikte dit als onderdeel van haar netwerkbesturingssystemen, zoals LAN Manager, LAN Server, Windows for Workgroups, Windows 95 en Windows NT.
Microsoft zorgde indertijd voor verwarring door het NBF-protocol te benoemen als NetBEUI. Zowel de NetBEUI-emulator als het NBF-protocol maakten het mogelijk om NetBIOS-programma’s te laten werken over Token Ring-netwerken.
NetBIOS/NetBEUI connectiviteit kan ook geboden worden door het protocol te vervoeren als gebruikersdata binnen een ander communicatieprotocol zoals TCP/IP of IPX/SPX. Men spreekt dan van NBT (NetBIOS over TCP/IP) of NWLink (NetBIOS over IPX/SPX).